# كريستوفر ووكر
كريستوفر ووكر (بالإنجليزية: Christopher Walker) هو دراج بريطاني، ولد في 3 يونيو 1967 في بريطانيا العظمى في المملكة المتحدة.

## وصلات خارجية
- كريستوفر ووكر على موقع إحصائيات الدراجات الإحترافية (الإنجليزية)
- كريستوفر ووكر على موقع دورة ألعاب الكومنولث 2006 (مؤرشف) (الإنجليزية)